# Mięsień guziczny

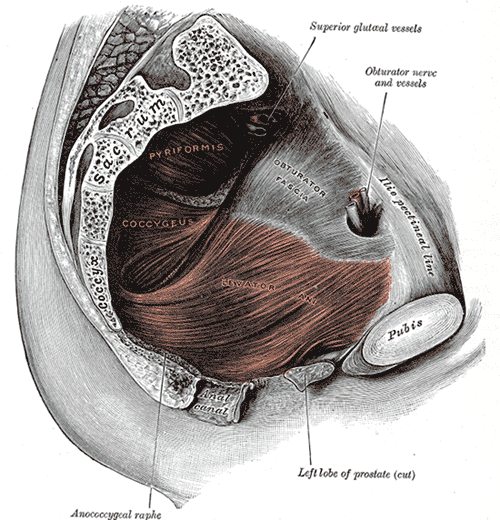
Mięsień guziczny podpisany coccygeus.

Mięsień guziczny (łac. musculus coccygeus, ang. coccygeus muscle) – w anatomii człowieka parzysty, trójkątny, płaski mięsień, tworzący razem z mięśniem dźwigaczem odbytu przeponę miednicy. Leży na przedniej powierzchni więzadła krzyżowo-kolcowego do tyłu od dźwigacza odbytu, oddzielony od niego tkanką łączną. Przyczepia się na kolcu kulszowym i kończy na bocznym brzegu dolnych kręgów krzyżowych i górnych guzicznych. 
Unaczyniony jest przez tętnicę krzyżową boczną będącą odgałęzieniem tętnicy biodrowej wewnętrznej, a unerwiony przez nerwy ze splotu krzyżowego (S3–4), odchodzące od niego bezpośrednio lub jako gałązki nerwu sromowego.
Mięsień guziczny kurcząc się pociąga wierzchołek kości guzicznej; funkcja mięśnia ma jednak przede wszystkim charakter statyczny, wzmacniając dno miednicy. 